# ЛГБТ-движение

Радужный флаг используется как символ борьбы за равноправие геев и лесбиянок

ЛГБТ-движение, гей-движение, ЛГБТ-активизм (англ. LGBT social movements, Gay rights movement) — общественно-политическое движение ЛГБТ (лесбиянок, геев, бисексуалов, и трансгендерных людей). Его целью является гражданское равноправие, соблюдение прав человека, искоренение дискриминации и ксенофобии, сексуальная свобода, толерантность. Также это движение за самосознание ЛГБТ как социального меньшинства, отдельного сообщества, культуры, с другой стороны — за интеграцию ЛГБТ в общество. Кроме этого, оно выдвигает определённые принципы социальной организации общества и социально-нравственные ценности. Различные аспекты ЛГБТ-движения могут значительно отличаться друг от друга в зависимости от страны и исторического периода.

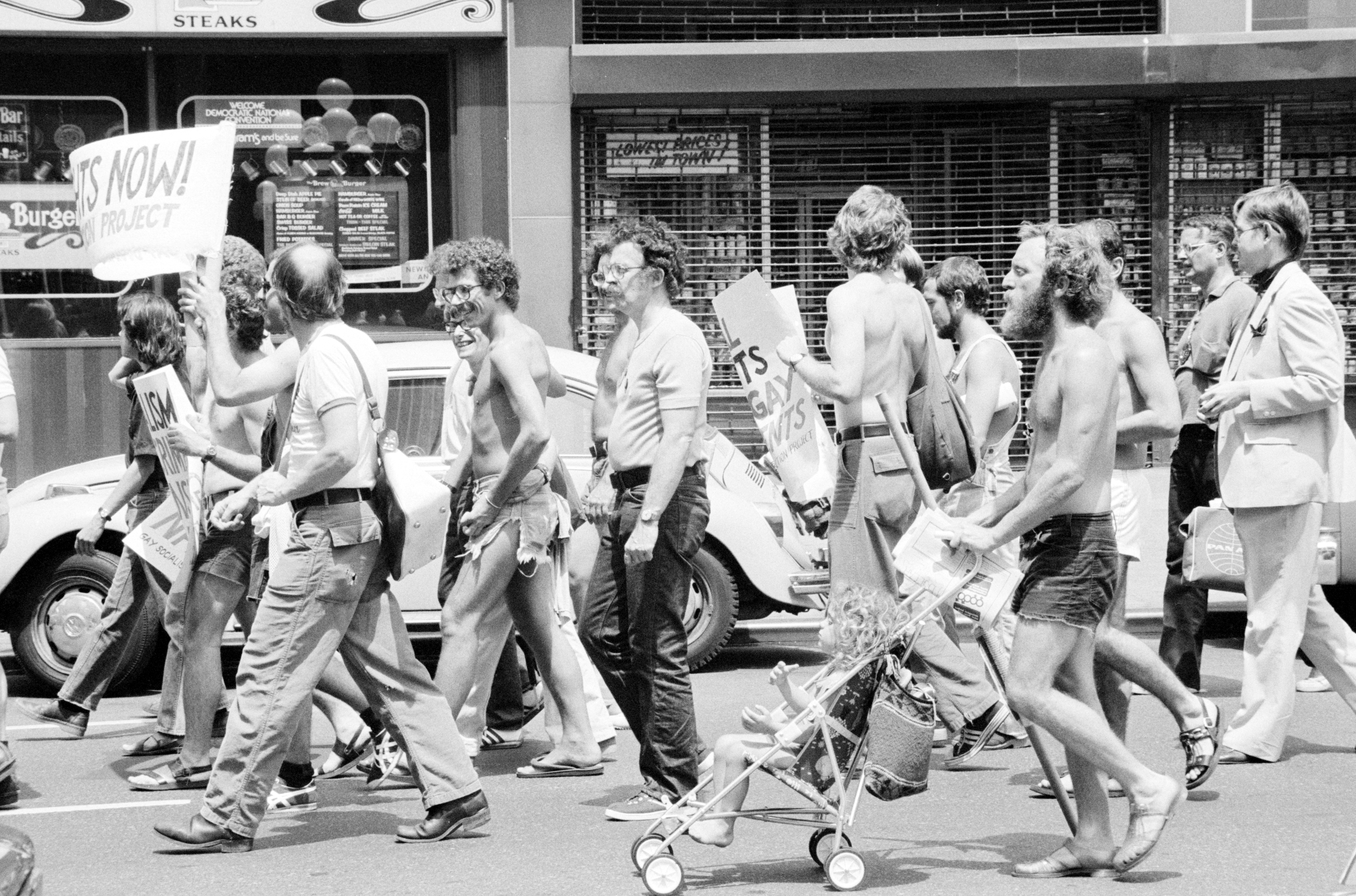
Демонстрация за права ЛГБТ в Нью-Йорке, 1976 год.

## История

### До Второй мировой войны
Во второй половине XIX века на фоне развития левых идеологий, феминистического движения и новой науки сексологии начали появляться первые общественные активисты и группы, выступающие за права гомосексуалов. Особенно выраженно эти процессы происходили в Германии.
Немецкий юрист Карл Ульрихс в серии книг «Исследование загадки любви между мужчинами», написанной в 1860-х годах, разработал теорию сексуальности человека и ввёл термин «уранизм». В 1867 году на заседании юристов в Мюнхене Ульрихс впервые предложил не рассматривать гомосексуальные отношения с позиции правонарушений. Он также создал организацию «Союза уранистов», за что был осуждён на два года, а позже был вынужден эмигрировать.
В 1869 году публицист Карл Мария Кертбени, занимавшийся вопросами прав человека, анонимно издал листовку, в которой высказывался против прусского «антисодомитского» уголовного законодательства. В своих исследованиях Кертбени в 1868 году впервые ввёл термин «гомосексуал».
В 1897 году усилиями врача Магнуса Хиршфельда был основан Научно-гуманитарный комитет (нем. Wissenschaftlich-humanitäres Komitee). Одной из целей Комитета была отмена 175 параграфа. В 1901 году Хиршфельд опубликовал предназначенную для широких масс статью «Что должен знать народ о третьем поле» (нем. Was muss das Volk vom Dritten Geschlecht wissen!). В 1919 году Хиршфельдом был основан Институт сексуальных наук (нем. Institut für Sexualwissenschaft). Институт активно контактировал в своих исследованиях с гомосексуалами и трансгендерными людьми. В исследованиях института гомосексуалы рассматривались как представители третьего пола наряду с мужчинами и женщинами, поэтому они не должны быть преследуемы из-за наличия у них определённого врождённого качества. В этом же году режиссёром Рихардом Освальдом в соавторстве с доктором Хиршфельдом был снят фильм «Не такой как все», считающимся сегодня первым в мире фильмом, затрагивающим тему гомосексуальности.
В 1923 году Фридрих Радсцувайт основывает «Союз за права человека» (нем. Bund für Menschenrechte), который находит множество сторонников в обществе. Кроме того, Радсцувайт в 1920—1930-е годы издаёт лесбийский журнал «Подруга» (нем. Die Freundin) и альманах «Третий пол» (нем. Das dritte Geschlecht).
Похожие процессы происходят и в других странах. Так, писателем Джорджем Сесилем (англ. George Cecil Ives) в 1897 году было создано общество «Орден Херонее». В 1924 году в Чикаго в США основывается «Общество за права человека» (англ. The Society for Human Rights) по примеру немецких организаций, однако через несколько месяцев оно закрывается американской полицией, а все его члены арестовываются.

### Послевоенный период. Гомофильное движение
Вторая мировая война значительно изменила уклад жизни и идеологии в обществе, что дало толчок развитию ЛГБТ-движения, наиболее важные процессы в котором происходили в США. После войны вследствие ряда объективных причин [каких?] начали образовываться подпольные гей-кварталы и сети гей-баров.

## Цели движения
Как уже отмечалось, цели и идеи ЛГБТ-движения крайне разнородны в зависимости от страны и времени, а порой и противоположны. Так в начале 70-х годов в США активисты придерживались леворадикальных взглядов, отрицали брак как таковой и службу в армии, а в XXI веке гей-движение стало консервативным и добилось отмены запрета службы в вооруженных силах, а также стремится к легализации однополых браков.

### Отмена дискриминирующих законов

#### Отмена уголовного и административного преследования
В большинстве современных стран гомосексуальность или гомосексуальную активность не считают преступлениями. В ряде стран Африки и Азии гомосексуальность, проявления гомосексуальной активности или даже намёк на неё считают уголовными преступлениями, которые наказываются тюремным заключением (как в бывшем СССР) или смертной казнью, как в современных Иране, Афганистане, Саудовской Аравии, Йемене, Сомали (территория Джамаат Аш-Шабааб), Судане, Нигерии (северные штаты) и Мавритании. В таких странах при этом открытая борьба за права сексуальных и гендерных меньшинств отсутствует, поскольку участие в ней может представлять угрозу для свободы и жизни. Вместе с тем, во многих из этих стран лоббируется смягчение уголовного законодательства в отношении гомосексуалов. Лоббистами выступают реформаторские и умеренно либеральные силы в руководстве этих стран. В частности, в пользу смягчения законодательства в отношении гомосексуалов высказывался бывший иранский президент Мохаммед Хатами. Кроме того, на эти страны оказывается международное давление с целью заставить соблюдать права человека, и среди прочих вопросов повестки дня (но не первым и не самым главным) стоит и вопрос об отмене уголовных и административных наказаний за гомосексуальность или за проявления гомосексуальной активности.
В России уголовное преследование было отменено в 1993 году в ходе приведения законодательства в соответствии с европейскими нормами, однако пострадавшие не были реабилитированы, как другие жертвы советского режима в соответствии с законам о жертвах политических репрессий, чего в настоящее время требуют ЛГБТ-активисты и ряд правозащитников.
В 2013 году в России принят федеральный закон, направленный на запрет «пропаганды нетрадиционных сексуальных отношений». В 2006—2013 годы аналогичные законы, направленные на запрет «пропаганды гомосексуализма», были также приняты в нескольких регионах России, в том числе и в Санкт-Петербурге.

#### Отмена инструкций и положений, определяющих гомосексуальность как медицинскую патологию
Идея о равенстве прав гомосексуалов и лесбиянок с другими гражданами предполагает официальное признание гомосексуальности одним из вариантов психологической нормы в соответствии с современными научными воззрениями и с официальными документами ВОЗ (с 1993 года).
В связи с этим ЛГБТ-организации, профессиональные медицинские организации, либеральные политики и правозащитники борются за отмену инструкций и положений, определяющих гомосексуальность как психическое расстройство, и за принятие официальных документов (на уровне минздравов национальных государств и на уровне национальных ассоциаций психиатров и психологов), однозначно определяющих гомосексуальность как вариант психологической нормы и запрещающих какое-либо «лечение от гомосексуальности» или «коррекцию сексуальной ориентации» здоровых людей, каковыми в настоящее время признаны гомосексуалы, поскольку вред для пациентов от таких воздействий уже достоверно доказан, а достоверных фактов «коррекции ориентации» до сих пор нет.
Во многих странах, прежде всего демократических, отмена инструкций и положений, определяющих гомосексуальность как медицинскую патологию или как сексуальную девиацию, уже состоялась. В России гомосексуальность была исключена из списка заболеваний 1 января 1999 года (переход на Международную классификацию болезней 10-го пересмотра, из которой гомосексуальность исключена).

#### Отмена запретов на профессии
В некоторых странах существовали или существуют запреты на некоторые профессии для лиц, открыто декларирующих свою гомосексуальность. Это может быть, например, запрет на службу представителей сексуальных меньшинств в армии или на работу учителем в школе, врачом. Организации в защиту прав сексуальных меньшинств добиваются (и в ряде случаев уже добились) отмены этих запретов.
Так, например, специальными оциологическими исследованиями, проводившимися в странах Запада, установлено, что гомосексуальность офицера или солдата не влияет на боевую дисциплину или внутренний психологический климат части. Следовательно, нет никаких оснований отказывать гомосексуалам в праве на службу в армии.
В России в «Положении о военно-врачебной экспертизе» указывается, что сам факт гомосексуальности в рамках данного положения не является расстройством и, следовательно, не является заболеванием, препятствующим прохождению воинской службы. Согласно статье 18 Положения, «сама по себе сексуальная ориентация не рассматривается как расстройство». Категория годности «В (ограниченно годен к военной службе)» при гомосексуальности применяется только при наличии выраженных расстройств половой идентификации и сексуального предпочтения, не совместимых с прохождением службы и наличием сопутствующих заболеваний. Таким образом согласно законодательству РФ по отношению к военной службе такие лица имеют равные права, однако на практике некоторые военные комиссариаты гомосексуалов на военную службу не призывают.
Также установлено, что гомосексуальность учителя не приводит к каким-либо осложнениям в отношениях с учащимися и не предрасполагает учителя к совершению развратных действий в отношении учеников (поскольку гомосексуальность и педофилия — принципиально разные вещи). Следовательно, нет никаких оснований запрещать открытым гомосексуалам работу учителем в школе. Идея об отмене запрета на профессию учителя для открытых гомосексуалов подвергается критике сторонников консервативных взглядов, которые полагают, что само наличие в школе учителя с гомосексуальной ориентацией учит детей примером, и что таким образом в школе «пропагандируется гомосексуализм». Вместе с тем у сторонников такой точки зрения нет каких-либо научных данных, доказывающих, что из школ, где работают гомосексуальные учителя, выходит большее число выпускников-гомосексуалов, или что гомосексуальные учителя более склонны к совершению развратных действий в отношении учеников, или что они хуже учат детей или не могут нормально выстраивать с ними взаимоотношения в парадигме «учитель-ученик».

#### Отмена запрета на донорство
В некоторых странах существует запрет на донорство крови и органов у представителей сексуальных меньшинств. ЛГБТ-организации предпринимают попытки оспорить эту норму и добиться отмены дискриминации. В 2006 году Министерство здравоохранения Российской Федерации взялось подготовить поправку, отменяющую эту дискриминационную политику. 16 апреля 2008 года министр здравоохранения и социального развития РФ Татьяна Голикова издала приказ «О внесении изменений в приказ Министерства здравоохранения Российской Федерации от 14 сентября 2001 г. № 364 „Об утверждении порядка медицинского обследования донора крови и её компонентов“». С 13 мая 2008 года гомосексуальность была исключена из перечня противопоказаний к донорству крови и её компонентов.

### Соблюдение прав человека в отношении ЛГБТ
Даже в тех странах, в которых уголовные и административные наказания за проявления гомосексуальности отменены, длительное время сохранялась практика нарушения прав человека в отношении гомосексуалов.
ЛГБТ-организации боролись и борются не только за формальную отмену уголовного наказания за гомосексуальность, но и за изменение реальной полицейской и административной практики. В том числе за то, чтобы понятие «нарушения общественного порядка» в равной мере применялось (либо не применялось) к целующимся или обнимающимся в общественных местах однополым и разнополым парам, а облавы на «наркодилеров или нарушителей паспортного режима» проводились не избирательно в местах скопления гомосексуалов.
Также ЛГБТ-организации борются за соблюдение в отношении гомосексуалов таких прав человека как права на мирные публичные собрания (в том числе гей-прайды), право на создание общественных организаций, право на культурную саморелизацию, право на доступ к информации, право на свободу слова, право на равный доступ к медицинской помощи и тд. В России эти права регулярно нарушаются: полиция под различными предлогами практикует облавы в гей-клубах, ведёт «списки геев», ни одна публичная акция в защиту ЛГБТ не была санкционирована властями, ЛГБТ-организациям отказывают в регистрации, культурные мероприятия геев и лесбиянок часто срываются, отсутствуют программы по реализации профилактики ВИЧ среди геев.

### Принятие антидискриминационных законов

Законы против преступлений на почве ненависти в отношении гомосексуалов.

ЛГБТ-организации также выступают за включение прямого упоминания представителей сексуальных меньшинств в антидискриминационных законах (или за принятие отдельных антидискриминационных законов по сексуальным меньшинствам). Они также добиваются прямого упоминания сексуальной ориентации и гендерной идентичности в соответствующих статьях Конституций, гарантирующих равные права всем гражданам независимо от пола, возраста, вероисповедания, национальности.

### Право на регистрацию брака
В последние годы отмечается растущее движение в поддержку однополых браков. Факт регистрации брака закрепляет за однополой семьёй такие права как: право на совместное имущество, право на алименты, права на наследование, социальное и медицинское страхование, льготное налогообложение и кредитование, право на имя, право не свидетельствовать в суде против супруга, право выступать доверенным лицом от имени супруга в случае его недееспособности по состоянию здоровья, право на распоряжение телом супруга в случае смерти, право на совместное родительство и воспитание приёмных детей и другие права, которых лишены незарегистрированные пары.
Противники однополых браков утверждают, что по традиции и по религиозным нормам в брак могут вступать только мужчина и женщина, а потому требования геев и лесбиянок признать за ними такое же право абсурдны и речь здесь идёт не о равноправии гомосексуалов и гетеросексуалов, а о предоставлении гомосексуалам нового беспрецедентного права. Сторонники однополого брака указывают, что регистрация брака есть юридическое действие, независимое от религиозной нормы (в большинстве современных государств юридическое и церковное оформление брачных отношений происходят раздельно), и что закон должен следовать за общественными изменениями, приводящими к ликвидации неравноправия между людьми, — как это и происходит на протяжении последних столетий, когда постепенно отменялись существовавшие прежде запреты на регистрацию браков (например, между супругами, принадлежащими к различным конфессиям или расам). Кроме того, Американская психологическая ассоциация утверждает, что отрицание юридического права на заключение гей-браков является источником напряжённости для однополых пар, что оказывает крайне негативный эффект на их психологическое состояние. Другие исследователи отмечают, что в тех странах, где однополые браки были легализованы, не произошло каких-либо значительных потрясений в обществе.
Среди стран, предоставивших однополым парам полноценное право на брак, находятся: Нидерланды, Бельгия, Испания, Канада, ЮАР, Норвегия, Швеция, Португалия, Исландия, Аргентина, Дания, Бразилия, Франция, Уругвай, Новая Зеландия, Люксембург, США, Ирландия, Колумбия, Финляндия, Мальта, Германия, Австралия, Австрия, Тайвань, Эквадор, Великобритания, Коста-Рика, Чили, Швейцария, Словения, Куба, Мексика, Андорра, Эстония, Греция и Непал. Кроме того, во многих странах заключаются так называемые «однополые союзы», являющиеся некоторым подобием брака, однако не имеющим всех прав, которыми обладают вступившие в брак супруги. В различных странах такие однополые союзы могут называться по-разному. Различается и перечень прав и обязанностей, которыми пользуются члены подобных союзов (от полного набора брачных прав, до минимума).
С правом на регистрацию брака или союза также тесно связано право на иммиграцию.

### Усыновление
ЛГБТ-движение добивается права усыновление в однополых семьях ребёнка одного из партнёров другим партнёром, возможность усыновления однополыми семьями детей из детских домов, за возможность равного доступа к вспомогательным репродуктивным технологиям однополых и разнополых семей. Надо заметить, что во многих странах, где однополым семейным парам предоставляются широкие права, эти вопросы рассматриваются отдельно.
В соответствии с российским законодательством, усыновление можно оформить на одного гражданина или на супружескую пару. Закон не содержит упоминаний о сексуальной ориентации гражданина как основании для отказа в усыновлении или опеке, однако на практике гомосексуалы часто сталкиваются с отказами. Сексуальная ориентация также не является ограничением к доступу к вспомогательным репродуктивным технологиям, но при этом у однополой семьи возникают проблемы с установлением родительства ребёнка.

### Социальная деятельность

Крупнейший в Северной Ирландии ЛГБТ-клуб «Kremlin» на одной из центральных улиц Белфаста Donegall Street. 2018 год

ЛГБТ-организации занимаются социальной деятельностью, такой как организация различных культурных мероприятий (кинофестивалей, спортивных соревнований, музыкальных конкурсов и концертов, фотовыставок, театральных представлений, инсталляций, флешмобов и тд), целью которых является социальная адаптация ЛГБТ-сообщества, развитие его культурного потенциала, налаживанию культурного диалога с остальным обществом. Кроме того как правило любое мероприятие носит просветительский характер.
Также выпускаются различные книги, журналы, и даже ведётся радио и телевещание.
Отдельно стоит организация сервисных услуг — доступной и качественной специфической психологической, юридической и медицинской помощи представителям ЛГБТ-сообщества, телефонов доверия, групп взаимопомощи.